# Petřín v Jablonci nad Nisou
Petřín v Jablonci nad Nisou je zděná rozhledna postavená na vrchu Petřín (německy Nickelköppe) v jižní části města Jablonec nad Nisou. Vyhlídková věž, která je 20 m vysoká, je stavební součástí stejnojmenné výletní restaurace.

## Historie a technická data
Zděnou rozhlednu, která je součástí výletní restaurace, nechal postavit v roce 1906 německý soukromník Richard Fellinghauer. Podnik pod názvem „Zur Nickelkoppe“ zpřístupnil dne 2. prosince 1906. Po 2. světové válce sloužil objekt na Petříně jako dětský domov, v šedesátých letech zde byla opět restaurace již pod novým názvem Petřín. Po roce 1989 nastaly majetkové spory, až nakonec byla restaurace v roce 1993 uzavřena. Následovalo chátrání a devastace. Až nový majitel Evžen Hejsek ji po roce 1996, od ledna 1999 do června 2000, kompletně zrekonstruoval a koncem roku 2000 opětovně otevřel. Od března 2013 byl celý objekt na prodej. V roce 2015 došlo k celkovému uzavření, a to včetně vyhlídkové věže. Od té doby stavba opět chátrala. V roce 2021 si objekt pronajal a později koupil místní restauratér Ivo Konečný, který zde otevřel bistro a na konci roku 2021 obnovil restauraci a později také hotel s celkem 22 zrekonstruovanými pokoji. Nechal vyměnit původní zchátralé dřevěné schodiště na rozhlednu (78 schodů s přístupem z restaurace) za kovové, které má 100 schodů a samostatný venkovní vchod. Na začátku června 2023 byla rozhledna opětovně otevřena pro veřejnost.

## Výhled
Z otevřeného ochozu ve výšce 15 m je výhled na Jizerské hory, Ještědský hřbet, Český ráj, Černou Studnici, Krkonoše, města Jablonec nad Nisou a Liberec a Tanvaldský Špičák.

### Externí odkaz
- rozhledny.webzdarma.cz/
- rozhledny.kohl.cz/
- Rozhlednovým rájem
- Kudy z nudy
- Rozhledna - hotel Petřín
- rozhledna na Mapy.cz